# Jodi Rell
Mary Carolyn "Jodi" Rell, född 16 juni 1946 i Norfolk, Virginia, död 20 november 2024 i Florida, var en amerikansk republikansk politiker. Hon var guvernör i Connecticut 1 juli 2004–5 januari 2011.
Jodi Rell var tidigare medlem av Connecticuts representanthus. År 1994 valdes hon till viceguvernör (Lieutenant Governor) och omvaldes därefter 1998 och 2002. År 2004 avgick guvernör John G. Rowland sedan en rättsprocess inletts mot honom till följd av korruptionsmisstankar. Rell inträdde då som delstatens 87:e guvernör. I valet i november 2006 kandiderade hon till sin egen post och fick då med över 63 procent av rösterna väljarnas förtroende för en ny mandatperiod.
År 2001 blev Jodi Rell hedersdoktor i juridik vid University of Hartford.
Jodi Rell var den andra kvinnliga guvernören i Connecticuts historia. Under sin ämbetsperiod åtnjöt hon stor popularitet i en annars övervägande demokratisk delstat.